# Разрушение армянского кладбища в Джульфе

Частичный вид на кладбище в Джульфе, фотография 1987 года

Разрушение армянского кладбища в Джульфе — уничтожение кладбища средневековых армянских хачкаров города Джуга около города Джульфа на территории Нахичеванской Автономной Республики, автономного образования (эксклава) в составе Азербайджана.
Согласно Международному совету по сохранению памятников и достопримечательных мест (ИКОМОС), западным СМИ, армянским источникам и американскому историку Дж. Бурнутяну, уничтожение исторических памятников было организовано властями Азербайджана.
Первые обвинения в адрес азербайджанских властей были выдвинуты Арменией в 1998 году. Окончательно кладбище было уничтожено в конце 2005 года. Находившиеся там надгробия-хачкары были разбиты людьми в военной форме с помощью тяжёлой строительной техники, а обломки памятников погружены в грузовики и сброшены в реку Аракс. Сама территория кладбища была превращена в стрельбище. В 2010 году сообщения очевидцев о разрушении кладбища были подтверждены Американской ассоциацией содействия развитию науки на основе анализа спутниковых снимков региона.
Правительство Азербайджана отрицает все обвинения и не допускает наблюдателей на территорию кладбища. Также власти Азербайджана утверждают, что в Нахичевани никогда не жили армяне и нет армянских памятников, вопреки принятым в мировой историографии концепциям.
До разрушения армянское кладбище в Джульфе являлось крупнейшим в мире сохранившимся средневековым кладбищем хачкаров. Искусство создания хачкаров включено в список нематериального культурного наследия человечества, составляемый ЮНЕСКО.

## Предыстория

### Город Джульфа

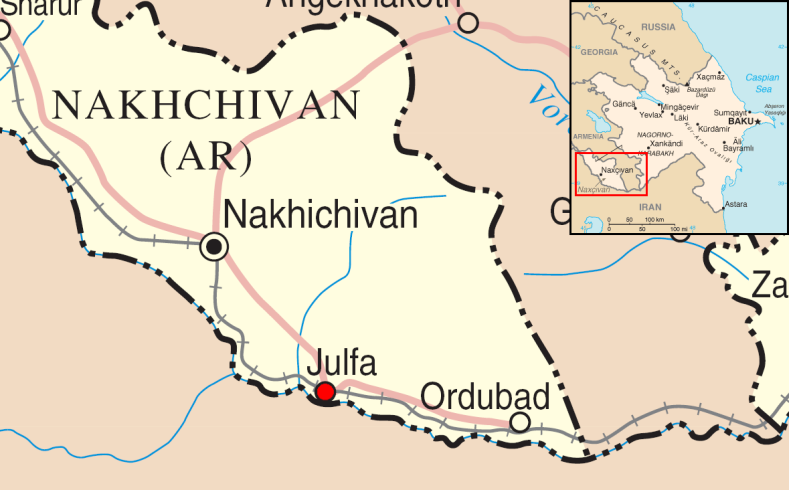
Джульфа — город в Нахичеванской Автономной Республике (Азербайджан) на границе с Ираном

По преданию, Джульфа (по-армянски Джуга) была основана легендарным армянским царём Тиграном Ервандяном. Расцвет города пришёлся на XVI век, когда он стал центром ближневосточной торговли шёлком-сырцом. Историк Инна Багдиандз Маккейб из Университета Тафтса отмечает։ «Джульфа в исторической Армении располагалась на реке Аракс на старинном торговом пути». В это время в городе насчитывалось 3 тысячи домов и 7 церквей. Население города (в основном армяне), по разным оценкам, составляло от десяти до более чем пятидесяти тысяч. В 1603 году здешние дома своей роскошью поразили персидского шаха Аббаса I, отвоевавшего город у турок.
В 1604 году шах Аббас, опасавшийся, что не сможет удержать недавно завоёванную им Восточную Армению, отдал приказ переселить всех её жителей вглубь Персии. Всё население некогда богатого армянского города Джуга с населением до 20 000 человек, подверглось изгнанию, а сам город сожжён и пришёл в упадок.
Энциклопедия Брокгауза и Ефрона в статье «Джульфа» свидетельствует: «…ныне от старой Джульфы остались развалины домов и церквей, огромное кладбище с бесчисленными надгробными памятниками, покрытыми барельефами и арабесками, и остатки устоев двух-трёх мостов через Аракс».
Русский путешественник начала XX века Гурьев во время путешествия в Тавриз упоминает и Джульфу: «Я поехал в находящуюся в нескольких верстах в сторону нашей Закавказской железной дороги армянскую Джульфу, чтобы посмотреть её, а также древнее армянское кладбище и остатки моста, построенного, по преданию, Александром Македонским при переходе реки Аракс».
В 1897 году в Джульфе жило 750 человек, все армяне. В 1914 году Джульфа — армянское село с 2710 жителями.
К началу XX века армяне составляли более 42 процентов населения Нахичеванского уезда, но после включения региона в состав Азербайджанской ССР, численность армянского населения начала стремительно сокращаться. По переписи 1939 года, в Джульфе жило 2530 человек, в том числе 1358 (53,7 %) азербайджанцев и 866 (34,2 %) армян. Однако к 1979 году из 6919 жителей города, лишь 193 были армянами. Армяне уезжали из-за политического давления и экономических трудностей. В ходе Карабахского конфликта практически все армяне, остававшиеся в регионе, вынуждены были покинуть его. Однако в коллективной памяти армян Нахичевань оставалась исконно армянским регионом, с которым связаны важнейшие события национальной истории и культуры и в котором сохранилось множество древних армянских памятников.

### Кладбище хачкаров в Джульфе

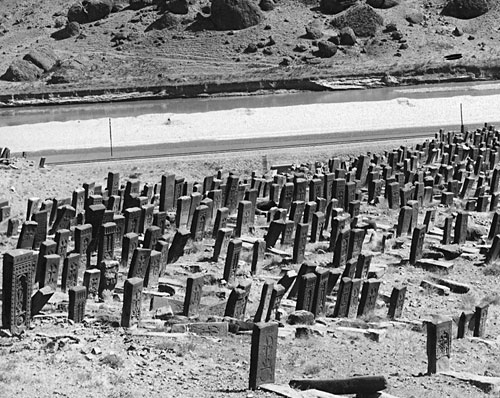
Кладбище в Джульфе до разрушения

Кладбище хачкаров, расположенное под Джульфой, было наиболее грандиозным из памятников, оставшихся от армянской Джуги. В 1812 году английский дипломат Уильям Сузли, посетивший Джугу, отмечал: 

Я исследовал развалины Джульфы, всё население которой составляют 45 армянских семей, судя по всему, из самых низших слоёв. Меж тем о былой численности населения свидетельствует обширное кладбище, расположенное на откосе, спускающемся до самой реки, с многочисленными надгробиями, стоящими плотно в ряд, словно солдатские роты. Это память многих поколений, итог многих веков…
Александр де Род, описывая посещение Джульфы в 1648 году, говорил о 10 тысячах хачкаров. Современные источники расходятся в оценке числа хачкаров, сохранившихся к XX веку, — от 2 до 6 тысяч. В начале XX века на кладбище насчитывали 6 тыс. хачкаров, вертикальных надгробий, три церкви и часовню. Кладбище Джуги исследовали в 1912 году Ашхарбек Калантар и Арташес Григорян, в сентябре 1915 года его изучил и сфотографировал известный фотограф Арташес Вруйр при помощи студента Григора Агамаляна. Агамалян насчитал тогда 2100 хачкаров. В 1971—1973 годах кладбище изучал историк Аргам Айвазян, насчитавший 2707 хачкаров. В 1976 году на кладбище насчитывали около 3 тысяч хачкаров.
Как отмечал швейцарский учёный Дюбуа де Монперё:
Нет ничего красивее вида этих тысяч возвышаюшихся надгробных камней, так тесно стоящих друг около друга, как колосья при богатом урожае, памятников, застилающих большое пространство вдоль течения Аракса. Эти камни, имеющие от 8 до 9 ф. высоты, покрыты скульптурными изображениями, арабесками и барельефами

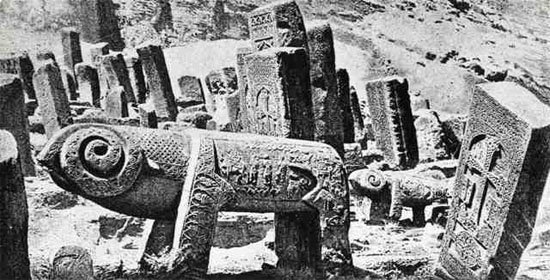
Каменное изваяние барана на кладбище

Аргам Айвазян разделил хачкары на группы по периодам: ранний период (IX—XV века), переходный период (XV—XVI вв.) и последняя, «самая яркая» группа — с середины XVI века до 1604 года, отличающаяся особым мастерством резчиков.
Надписи на хачкарах и стенах расположенных в регионе церквей составляли наибольший источник информации о средневековой Джульфе и её населении. Их изучение могло дать уникальный массив данных о крупных армянских городских агломерациях конца XV—XVI веков.
Несколько хачкаров были вывезены из Джульфы — 10 хачкаров XVI—XVIII вв. были вывезены в Кавказский музей в Тифлисе по инициативе его основателя Густава Радде (1867 г.), и несколько хачкаров перевезли в советское время в Эчмиадзин.
Кроме хачкаров на кладбище находились также каменные изваяния баранов.
В 1929 году, в результате экспедиции КИАИ в регион, были проведены работы по обследованию старо-джульфинского городища и его кладбища: было скопировано 42 надписи с хачкаров, срисованы бытовые сцены с надмогильных баранов, а также произведён обмер церкви Помпожинам.

### Ситуация с армянскими памятниками Нахичевани в советский период
Власти и историки Советского Азербайджана замалчивали и прямо отрицали армянскую историю Нахичевани.
Некоторые исторические памятники были разрушены: так, в 1975 году, при проведении строительных работ в Нахичевани была снесена почитаемая армянами церковь Сурб Еррордутюн (Святой Троицы), в которой, по преданию, в 705 году арабами были заживо сожжены армянские князья.
Однако в целом армянские памятники сохранялись. Армянские археологи и эксперты по хачкарам в Нахичевани заявили, что во время их посещения региона в 1987 году хачкары в Джульфе стояли неповреждёнными, а всего в регионе имелось около «27 000 монастырей, церквей, хачкаров, надгробных плит».

## Уничтожение хачкаров

### Первая реакция Армении

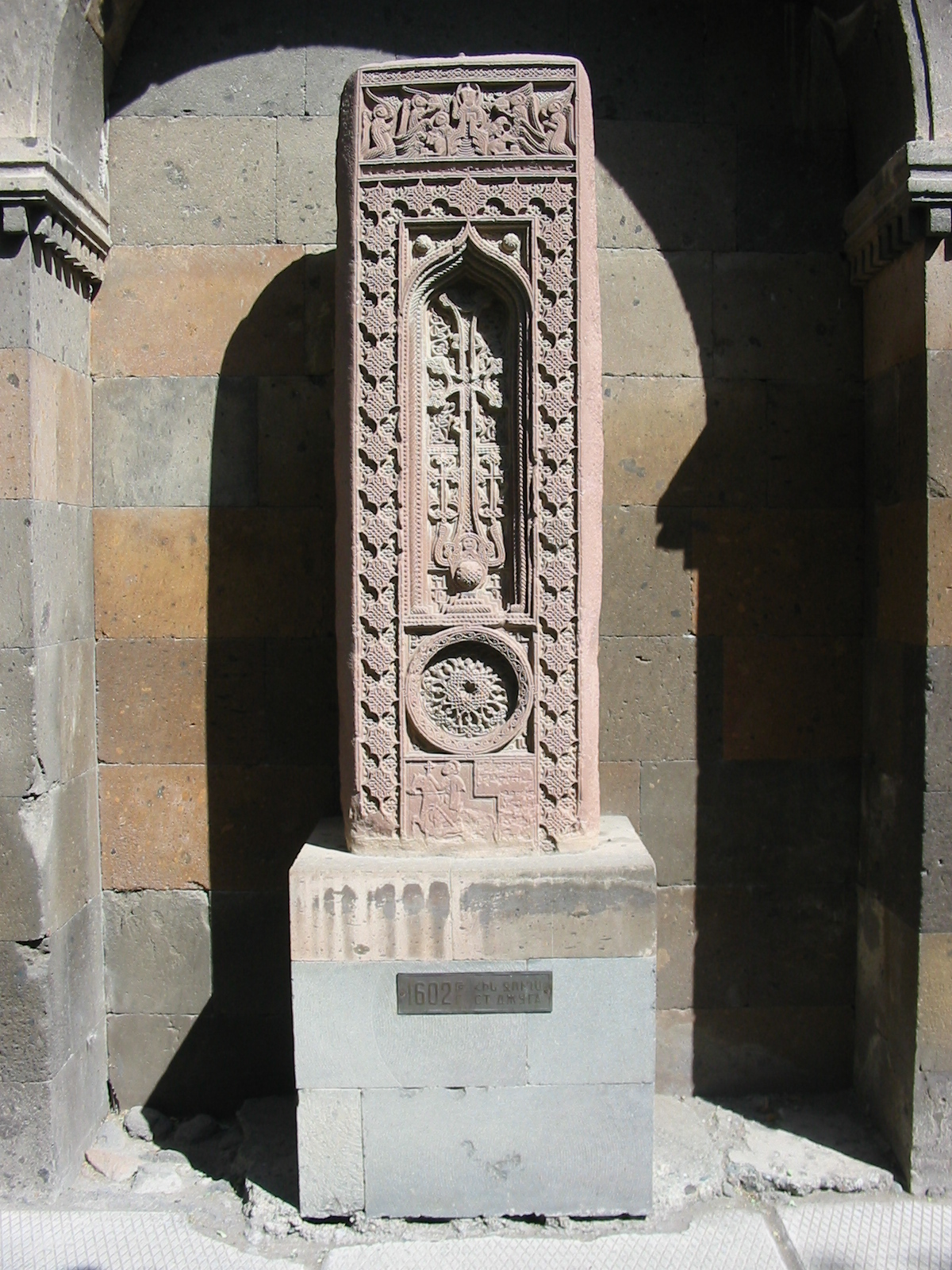
Хачкар, установленный Григором в 1602 году в честь господина Ованеса (с выбитой на нём надписью, перевезён из Джуги в Эчмиадзин)

В ноябре 1998 года очевидцы с иранского берега Аракса стали свидетелями разрушения хачкаров на Джульфинском армянском кладбище. Обломки надгробий с помощью кранов загружали в вагоны и вывозили по железной дороге — вероятно, для использования в качестве строительных материалов.
В связи с происходящим Армения выдвинула первые обвинения против азербайджанских властей. Студентка Чикагского университета Сара Пикман в журнале Археологического института Америки связала факт разрушения памятников с армянофобскими настроениями, которые, по её мнению, распространились в Азербайджане в результате поражения в Первой карабахской войне: по её словам, потеря Азербайджаном Нагорного Карабаха «сыграла роль в этой попытке уничтожить свидетельства исторического армянского присутствия в Нахичевани».
Азербайджан отверг обвинения, несмотря на наличие многочисленных свидетельств — в частности, Арпиар Петросян, член организации «Армянская архитектура в Иране», сфотографировал технику, на которой перевозились разбитые памятники.
Реагируя на происходящее, правительство Ирана выразило Армении своё сочувствие в связи с разрушением памятников и, в свою очередь, заявило правительству Нахичеванской Автономной Республики протест аналогичного содержания. Правительство Азербайджана, прямо не ответив на предъявленные обвинения, заявило, что «вандализм не свойствен Азербайджану».
По требованию Армении и при непосредственном вмешательстве ЮНЕСКО на территории кладбища было проведено международное расследование, которое помогло временно приостановить уничтожение надгробий-хачкаров.
В результате разрушений 1998 года с кладбища было удалено около 800 надгробий.

### Возобновление разрушений в 2002—2003 годах

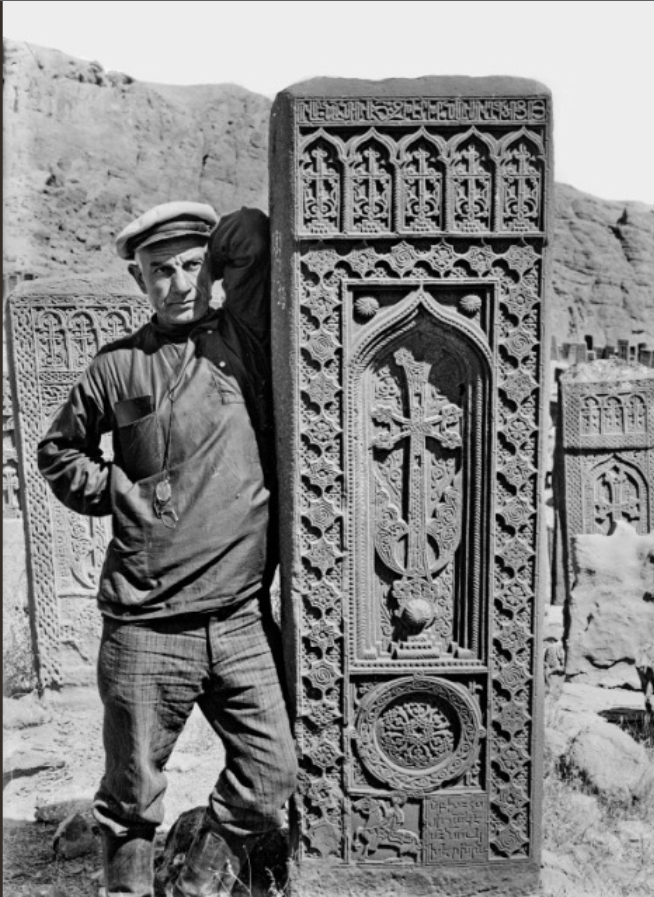
Актёр Арам Вруйр с хачкаром в Джульфе, 1915 год

В ноябре 2002 года разрушение хачкаров возобновилось, в связи с чем Армения вновь выразила свой протест. 4 декабря армянские историки и археологи подали в соответствующие международные организации официальную жалобу, в которой детально изложили все имеющиеся факты и потребовали их тщательного расследования.
Организация по изучению армянской архитектуры утверждала, что из неназванных источников ей известно, что одновременно в ноябре 2002 года в Нахичеванской Автономной Республике началось разрушение сохранившихся средневековых церквей и монастырей.
Очевидцы возобновившегося разрушения памятников характеризовали его как хорошо организованную акцию.
Даже после разрушений 1998 и 2002 годов ещё сохранялось около 2000 хачкаров. В августе 2005 года Стивен Сим, британский архитектор, посетил Нахичеванскую Автономную Республику с целью узнать состояние армянских памятников региона. Он осмотрел кладбище из окна поезда Нахичевань-Джульфа. Все хачкары были сломаны и лежали на земле. В восточной части кладбища были большие участки нарушенной земли, откуда надгробия, по-видимому, были убраны.
Стивен Сим также посетил некоторые сёла Нахичеванской Автономной Республики. В селах Абракунис и Шуруд, на месте, где располагались армянские церкви, он нашёл лишь пустое место и остатки битого кирпича. В других сёлах он также не нашёл располагавшихся там церквей.
Во время поездки Стивен Сим был задержан и допрошен азербайджанской полицией. Во время допроса, выяснив цель его поездки, ему заявили, в частности, что в Нахичевани всегда жили только мусульмане и никогда не было ни армян, ни армянских церквей. После чего от него потребовали до полуночи покинуть Азербайджан, что Сим и сделал.

### Окончательное разрушение кладбища в 2005 году
По свидетельствам очевидцев, последние сохранившиеся памятники были уничтожены большой группой азербайджанских солдат. Около ста человек в течение трёх дней, с 10 по 14 декабря 2005 года, разбивали хачкары кувалдами и лопатами, грузили обломки камней в грузовики и сбрасывали их в Аракс. Чтобы поднять с земли самые большие памятники, использовался кран. Свидетели, в том числе представители Армянской апостольской церкви, наблюдали происходящее с иранского берега Аракса. Армянская съёмочная группа сняла значительную часть происходящего на видео и разместила его в интернете.
Через четыре месяца, в апреле 2006 года, азербайджанский репортёр Идрак Аббасов из лондонского Института по освещению войны и мира (IWPR) посетил окрестности кладбища. При этом его сопровождали два офицера службы безопасности, которые не допустили его на территорию кладбища. Тем не менее репортёр был достаточно близко, чтобы увидеть, что на его территории не осталось никаких памятников, только голая земля.

### Анализ спутниковых фотографий в 2010 году

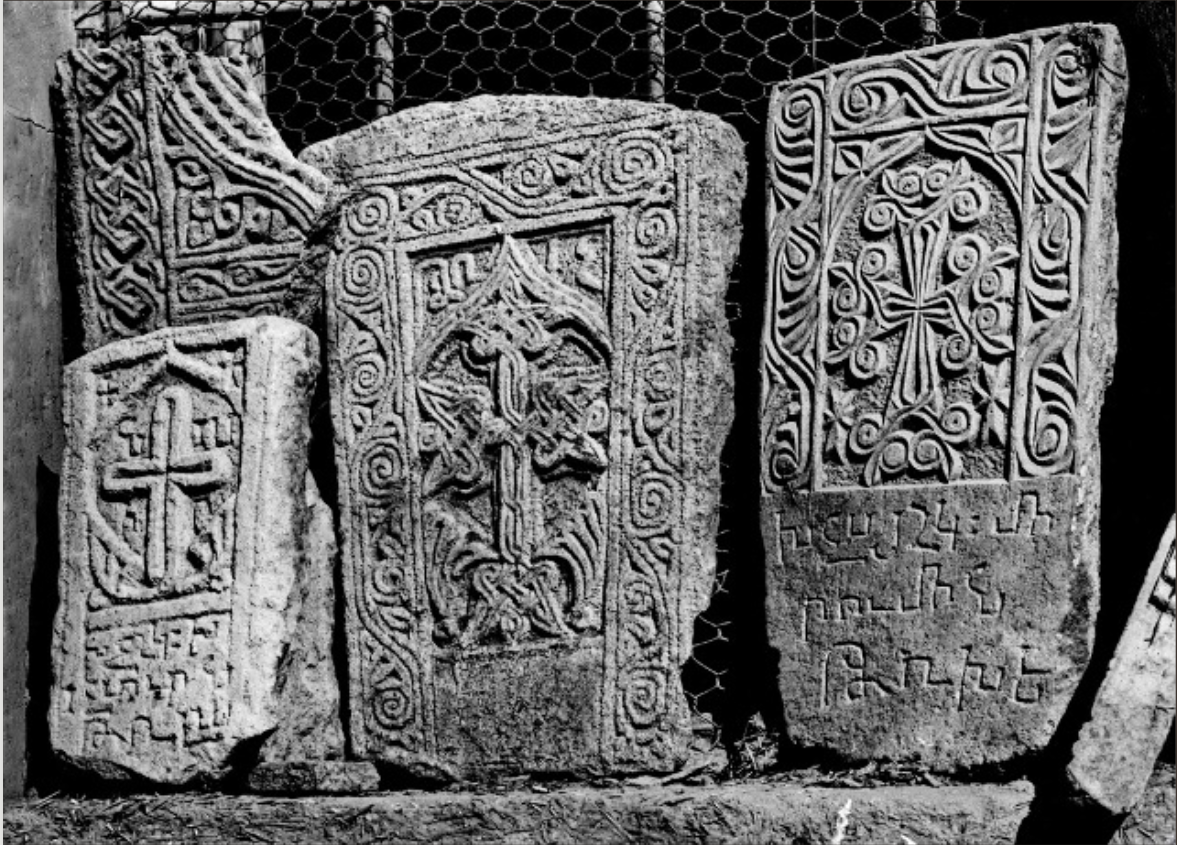
Хачкары на фотографии Арама Вруйра 1915 года

В 2010 году Американская ассоциация содействия развитию науки (AAAS) провела исследование сообщений о разрушении средневекового армянского кладбища Джуги в Нахичеване. Поскольку Азербайджан запретил посещение кладбища международным наблюдателям, AAAS приобрела и исследовала спутниковые фотографии высокого разрешения, сделанные 23 сентября 2003 года и 28 мая 2009 года. В результате исследования были найдены доказательства того, что кладбище было уничтожено.
На спутниковых снимках 2003 года видны тени различного размера от хачкаров. При этом центральной части кладбища уже был причинён значительный ущерб, но северо-восточные и юго-западные части кладбища были в основном нетронуты. На снимках 2009 года ландшафт территории стал значительно более плоским. При этом на снимках видны следы работы землеройной техники. Данные, полученные со спутников, согласуются со свидетельствами очевидцев.
Как отметила сотрудник центра Сюзан Вольфинбергер: «Сопоставление фотографий кладбища Джуги, сделанных со спутника в 2003 и 2009 годах, показывает, что ещё в 2003 году на кладбище Джуги были хачкары XV—XVI веков, а на фотографиях 2009 года часть из них исчезла. Исследования с применением геопространственных технологий дают основание полагать, что хачкары уничтожены или вывезены при помощи специальной землеройной техники, а затем этот участок земли вновь утрамбован».

## Международная реакция
После того, как информация о действиях Азербайджана по разрушению и уничтожению надгробий-хачкаров на кладбище Джульфы стала достоянием широкой общественности, эти действия вызвали международное осуждение. Ещё в 1998 году организация ЮНЕСКО потребовала прекратить разрушение памятников в Джульфе. Требование аналогичного содержания было направлено Арменией также в Международный совет по сохранению памятников и достопримечательных мест (англ. International Council on Monuments and Sites — ICOMOS).

Спутниковая фотосъёмка кладбища 2003 и 2009 годов

Профессор антропологии в Чикагском университете Адам Т. Смит и другие учёные, а также несколько американских сенаторов в январе 2006 года подписали письмо в ЮНЕСКО и другие организации, осуждающее правительство Азербайджана. Адам Т. Смит охарактеризовал разрушение хачкаров как «…позорный эпизод в отношении человечества к его прошлому, прискорбный акт со стороны правительства Азербайджана, который требует и объяснения, и исправления».
Флавия Амабиле из газеты «La Stampa» обвинила ООН и ЮНЕСКО в безразличии к происходящему в Азербайджане «святотатству».
Директор Эрмитажа Пиотровский охарактеризовал произошедшее в Азербайджане как преступление.
Священный Синод Греческой православной церкви и Архиепископ Афинский и всея Греции Христодулос выразили протест против разрушения армянских памятников и заявили, что «разрушение святых мест и памятников является чёрной страницей в истории человечества». Акт вандализма в Азербайджане осудил также Ватикан.
Весной 2006 года азербайджанский журналист из Института войны и мира Идрак Аббасов посетил кладбище и написал, что оно «полностью исчезло». В мае 2006 года члены Европарламента не были допущены к осмотру кладбища, после чего заявили протест азербайджанскому правительству. В частности, Ханс Свобода (Социал-демократическая партия Австрии) заявил: «Если они не разрешают нам прийти, это очевидный намёк, что произошло что-то плохое. Если от нас что-то скрывается, мы спрашиваем почему. Объяснение может быть только одно: потому что некоторые из утверждений истинны». Британский представитель в Европарламенте Чарльз Таннок заявил: «Это похоже на разрушение Талибаном статуй Будды. Они забетонировали территорию и превратили её в военный лагерь. Если они не имеют ничего, что следует скрывать, они должны позволить нам осмотреть местность». После он процитировал в своей речи британского архитектора Стивена Сима (посещавшего Нахичевань и кладбище незадолго до разрушения), который засвидетельствовал, что отснятые на иранской границе видеокадры были подлинными.
Президент ИКОМОС Михаэль Петцет, комментируя события в Джульфе, сказал:

Теперь, когда все следы этого важнейшего исторического места, похоже, были уничтожены, мы можем лишь оплакивать эту потерю и протестовать против этого совершенно бессмысленного уничтожения.
Оригинальный текст (англ.)Now that all traces of this highly important historic site seem to have been extinguished all we can do is mourn the loss and protest against this totally senseless destruction

16 февраля 2006 года была принята резолюция Европарламента с осуждением уничтожения средневекового кладбища Джуги, а также других исторических памятников на территории Азербайджана и Армении, и с требованием допустить на эту территорию делегацию Европарламента.
Азербайджанская сторона заявила, что примет делегацию, если она также посетит территории, которыми управляют армяне. «Мы думаем, что, если к поднятым проблемам будет применён всесторонний подход, найдётся возможность изучить христианские памятники на территории Азербайджана, включая Нахичеванскую Автономную Республику», — заявил представитель МИД Азербайджана Таир Тагизаде.

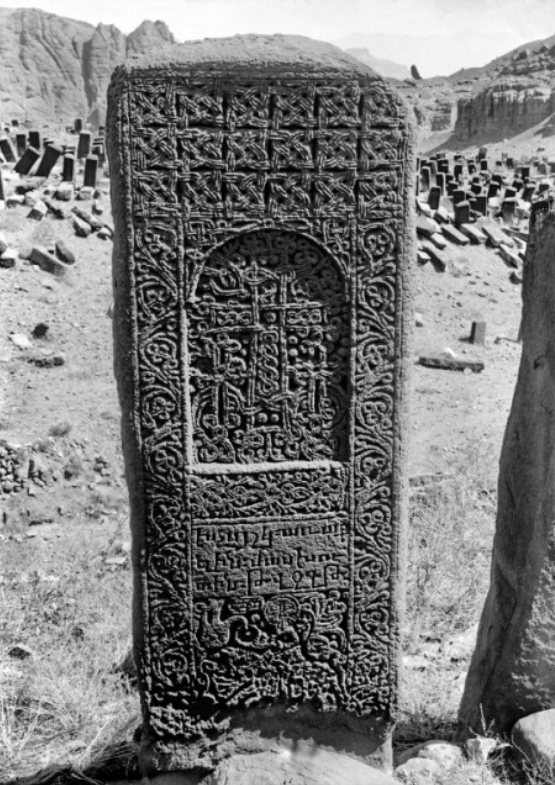
Хачкар на кладбище Джульфы, 1915 год

Посещение, несколько раз откладывавшееся, наконец, было намечено инспекторами ПАСЕ во главе с депутатом от Великобритании Эдвардом О’Харой на 29 августа — 6 сентября 2007 года. Делегация планировала посетить не только Нахичевань, но и Баку, Ереван, Тбилиси, а также Нагорный Карабах.
Инспекторы намеревались въехать в Нагорный Карабах через Армению. Однако 28 августа глава азербайджанской делегации в ПАСЕ потребовала, чтобы инспекторы въехали в Нагорный Карабах через Азербайджан (через армяно-азербайджанскую линию прекращения огня). 29 августа генеральный секретарь ПАСЕ Матео Соринас объявил, что посещение придётся отменить из-за трудности в использовании маршрута, на котором настаивает Азербайджан. Министерство иностранных дел Армении заявило, что Азербайджан остановил посещение «исключительно из-за своего намерения скрыть разрушение армянских памятников в Нахичевани».
Симон Магакян в своей статье в журнале «History Today» за ноябрь 2007 года, посвящённой событиям, отмечает слабую реакцию международного сообщества на разрушение кладбища. В качестве примера он приводит слабую реакцию Государственного департамента США. Лишь спустя 3 месяца после сообщений о разрушении тогдашний заместитель помощника госсекретаря США Мэтью Брайза, ответственный за политику в отношениях со странами Кавказа и Южной Европы, сделал первое публичное заявление о событиях, и то в ответ на вопрос журналиста. Британский журналист и эксперт по Кавказу Томас де Ваал объясняет эту сдержанность интересами иностранных инвесторов и дипломатов в Азербайджане.
В апреле 2011 года Мэтью Брайза, незадолго до этого переназначенный на пост посла США в Азербайджане, посетил Нахичевань. Первоначально он планировал посетить армянское кладбище в Джульфе, но не был допущен в Джульфу властями Азербайджана. В заявлении, распространённом посольством США в Баку, Брайза заявил, что: «Как я уже говорил во время сообщений о разрушении кладбища, осквернение памятников культуры, особенно кладбищ, это трагедия, о которой мы сожалеем, независимо от того, где это происходит». В том же заявлении говорилось, что власти Нахичевани обсуждали с Брайзой джульфинские хачкары и обещали способствовать его визиту в ближайшие месяцы на Джульфинское кладбище. Однако в январе 2012 года Брайза был снят с поста посла, так и не посетив кладбище.

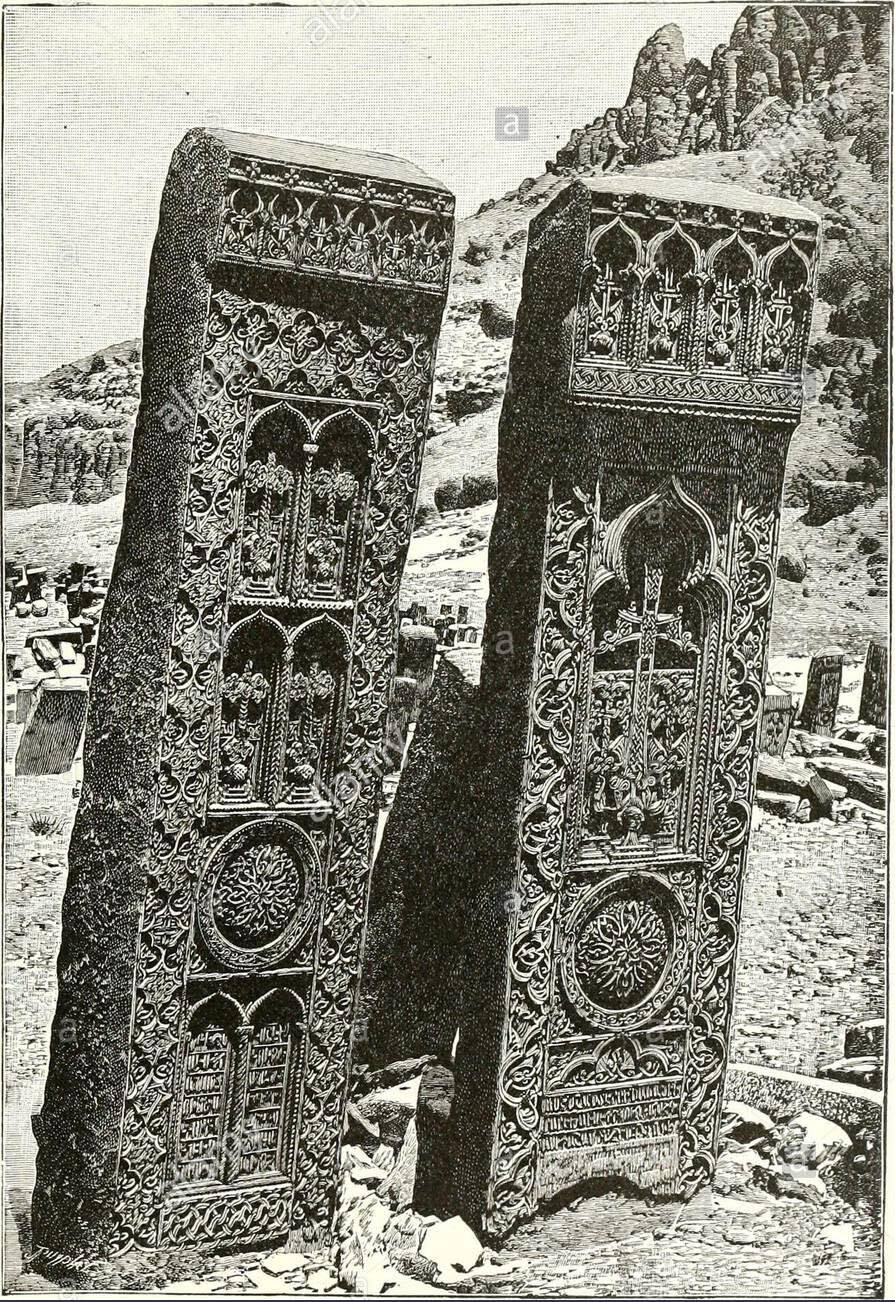
Хачкары Джульфы в иллюстрации книги Ридпат, Джон Кларк «С людьми мира» («With the World's People»), 1902 год

Власти Азербайджана также не позволили посетить кладбище, мотивируя это вопросами безопасности, Ричарду Морнингстару, назначенному на пост посла США в Азербайджане в 2012 году.
Виктор Шнирельман приводит пример разрушения кладбища в Джульфе, как часть систематической политики Азербайджана по уничтожению на своей территории армянской культуры
Данные, опубликованные в журнале искусств Hyperallergic в 2019 году, показали, что армянские хачкары были тайно и систематически уничтожены в рамках предполагаемой кампании Азербайджана по уничтожению следов местной армянской культуры в Нахичевани.

## Позиция Азербайджана

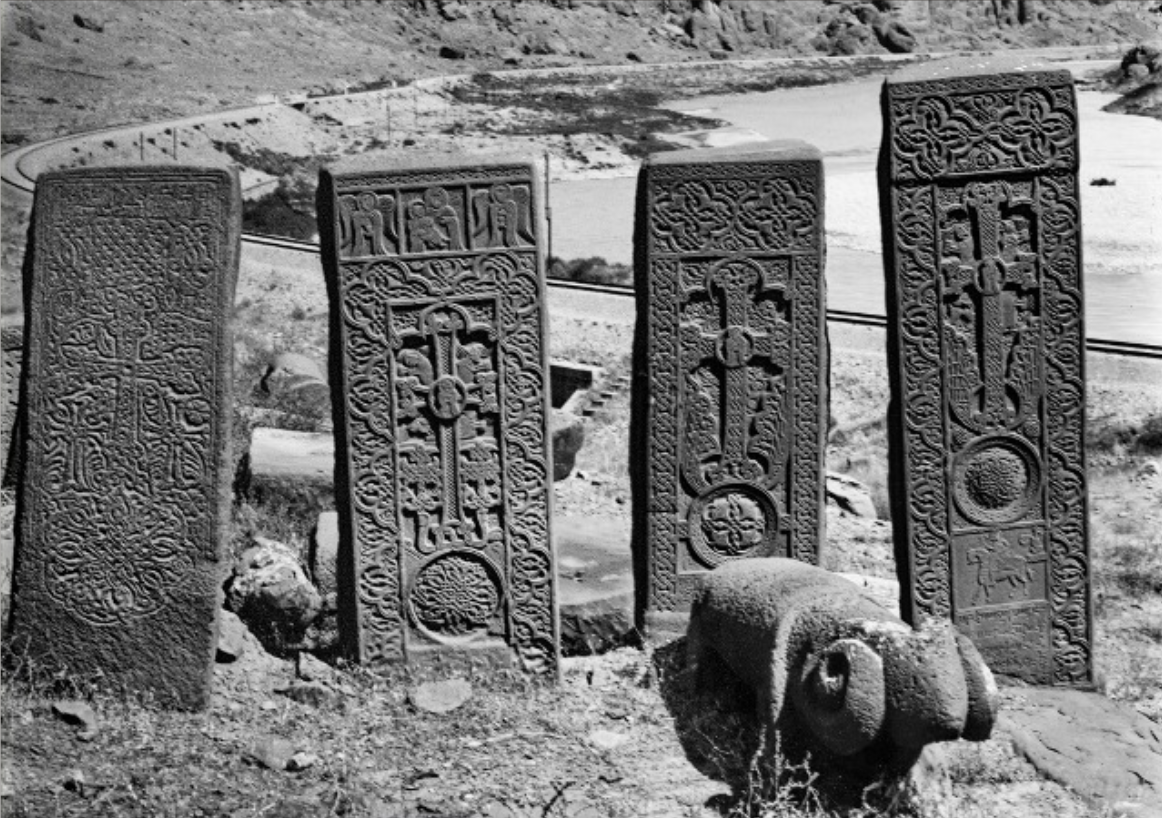
Хачкары на фотографии 1915 года

В отличие от аналогичных деяний «Исламского государства» и талибов, азербайджанские чиновники отрицают, что армянские кладбища и церкви, о которых идёт речь, когда-либо существовали вообще. Согласно принятой в Азербайджане исторической концепции, христианские исторические памятники Нахичевани, как и некоторых других районов Азербайджана, являются албанскими, а следовательно, согласно этой концепции, азербайджанскими. В частности, предположение, что существующие на территории Азербайджана армянские хачкары на самом деле являются албанскими, было выдвинуто Давудом Ахундовым. В Азербайджане эта концепция поддерживается на государственном уровне, а за его пределами расценивается как псевдонаучная.
В ответ на обвинения, выдвинутые Арменией и международными организациями, азербайджанские власти заявляют, что армяне «никогда не жили на этих территориях». Так, в декабре 2005 года, в интервью Би-би-си, постоянный представитель Нахичеванской Автономной Республики в Баку Хасан Зейналов, в частности, заявил:
Армяне никогда не жили в Нахичевани, которая является землёй азербайджанцев с незапамятных времён, и именно поэтому там нет и никогда не было никаких армянских кладбищ и памятников.
Директор азербайджанского отделения института истории, этнографии и археологии НАНА Хаджифахраддин Сафарли заявил, что среди 1300 памятников на территории Нахичеванской Республики никогда не было армянских, а заявление об уничтожении кладбища является «необоснованным».
Старший научный сотрудник Института археологии и этнографии НАНА, доктор исторических наук Аббас Сеидов, комментируя обвинения в адрес Азербайджана, утверждает, что это сами армяне ведут «тотальную фальсификацию истории и культуры Азербайджана», и в этом им помогали в руководстве СССР и «учёные, подобные Пиотровскому».
Согласно высказыванию азербайджанского посла в США Хафиза Пашаева, опубликованные видеокадры и фотографии разрушений не дают возможности идентифицировать людей как азербайджанцев и определить, что именно они уничтожают. По словам посла, армянская сторона начала кампанию пропаганды против Азербайджана, чтобы отвлечь внимание с предполагаемого разрушения азербайджанских памятников в самой Армении.
Президент Азербайджана Ильхам Алиев также отрицал обвинения, называя их «ложью и провокацией». Генеральный консул Азербайджана в западных штатах США назвал уничтожение джульфинских хачкаров «плодом армянского воображения».
Начальник управления прессы и информационной политики МИДа Азербайджана Таир Тагизаде в 2006 году заявил, что Азербайджан объявил древние албанские кладбища в районе Джульфы археологическими памятниками.

## Память
23 октября 2010 года в Гюмри во время дня города, близ церкви Сурб Аменапркич (Святого Всеспасителя) был открыт сквер хачкаров, где были расположены копии 20 разрушенных в Джульфе хачкаров.

## Галерея
Некоторые хачкары Джульфы в Эчмиадзине.

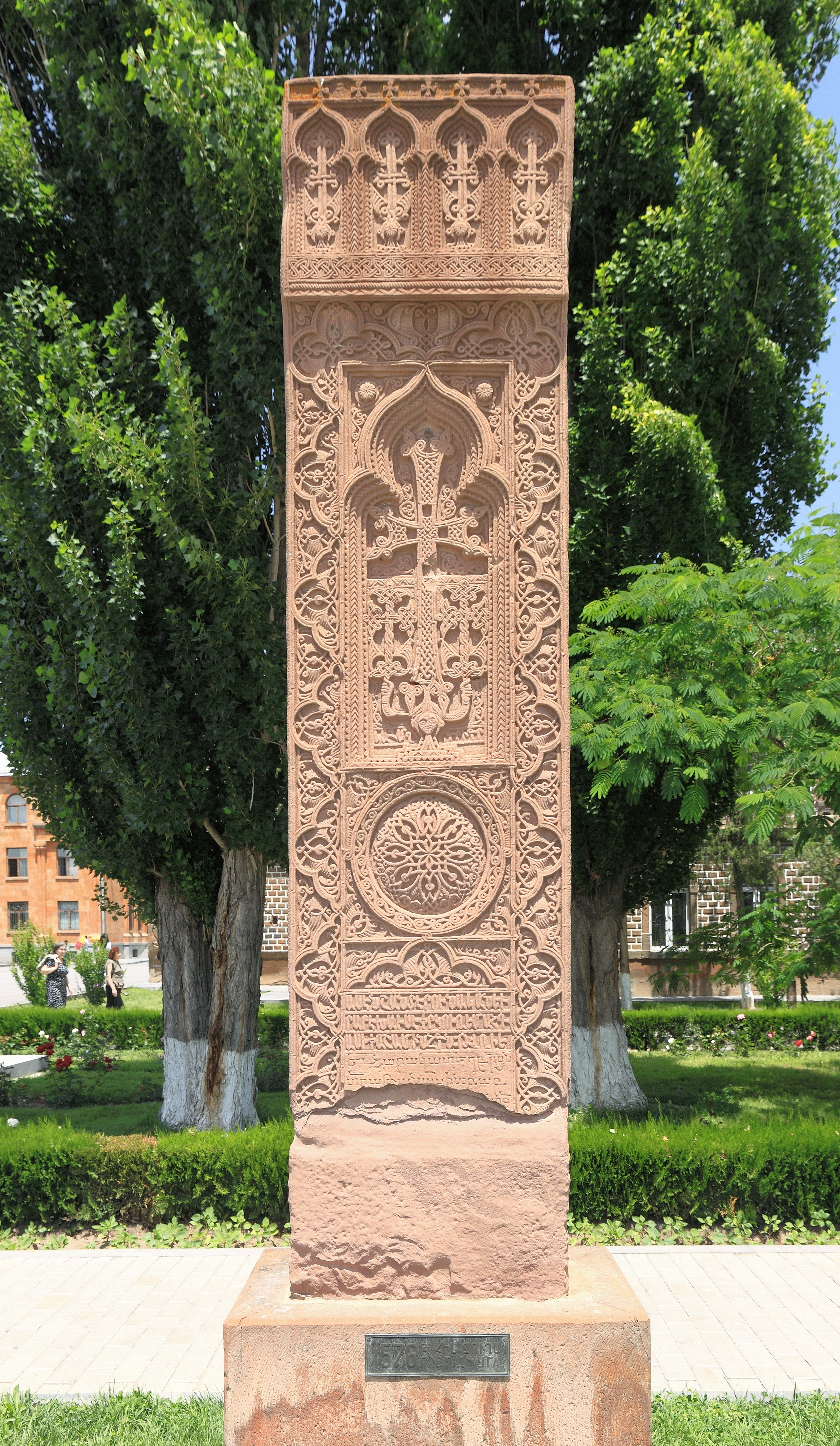
Хачкар 1576 года
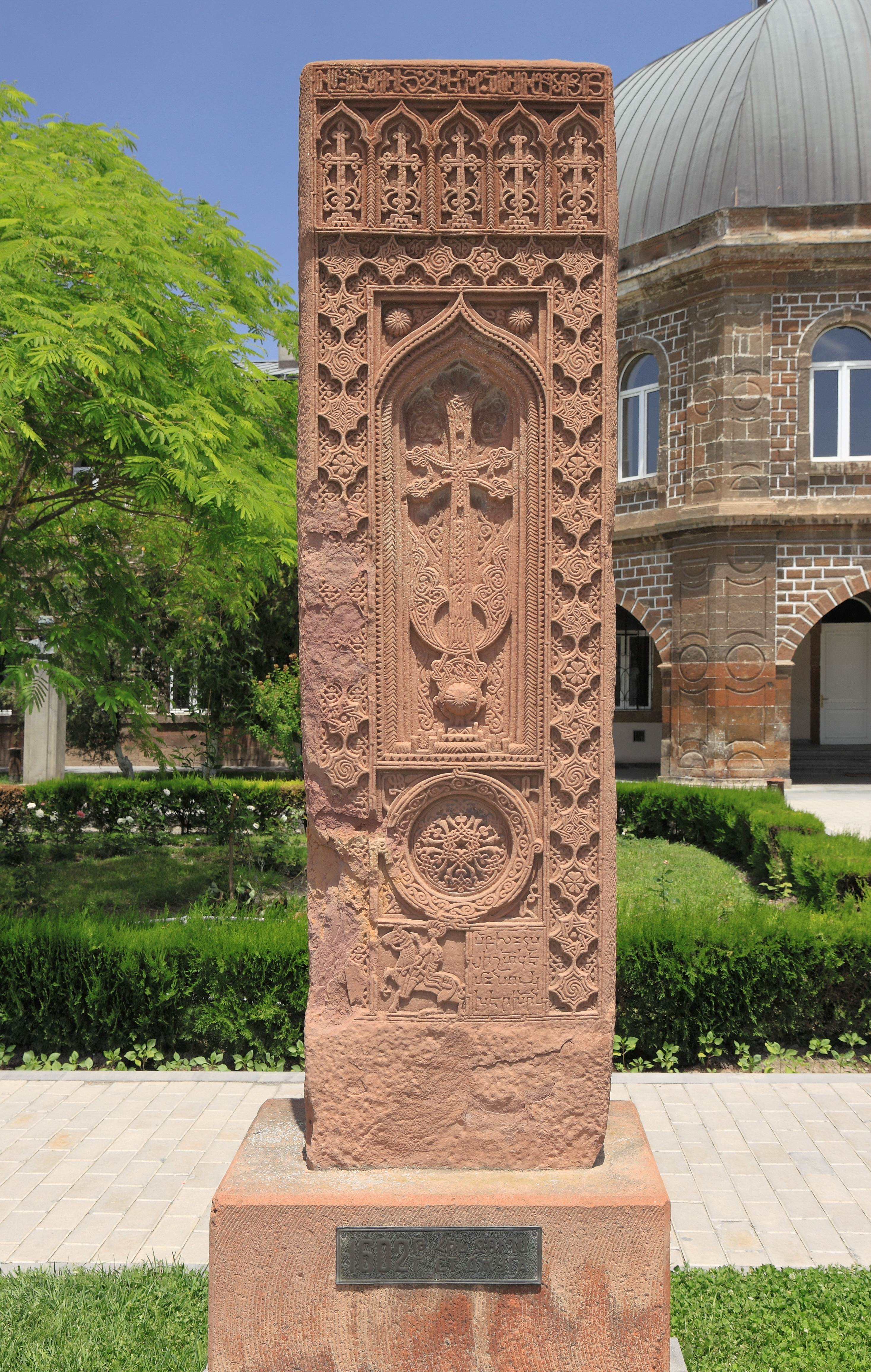
Хачкар 1602 года
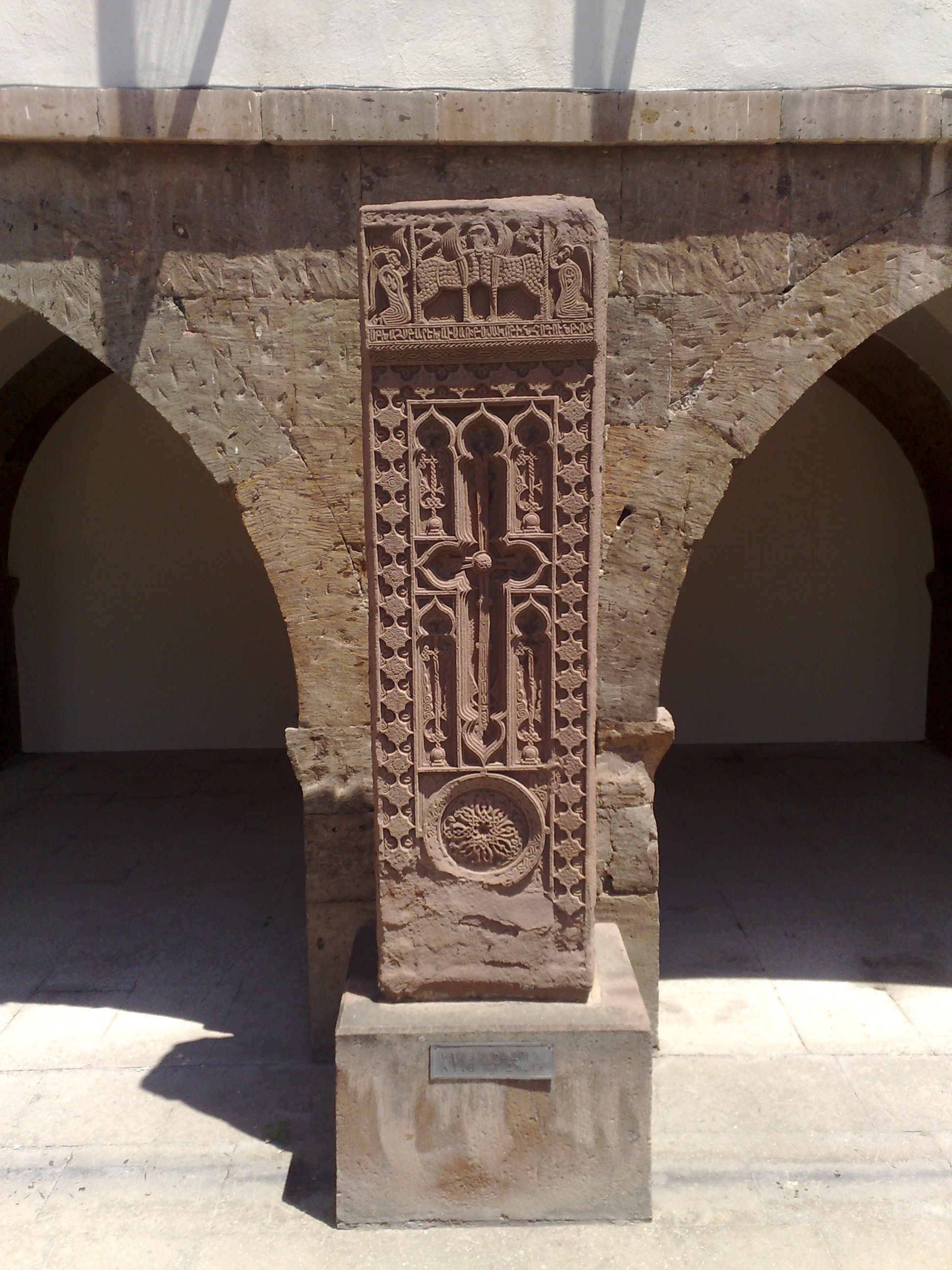
Хачкар XVI века
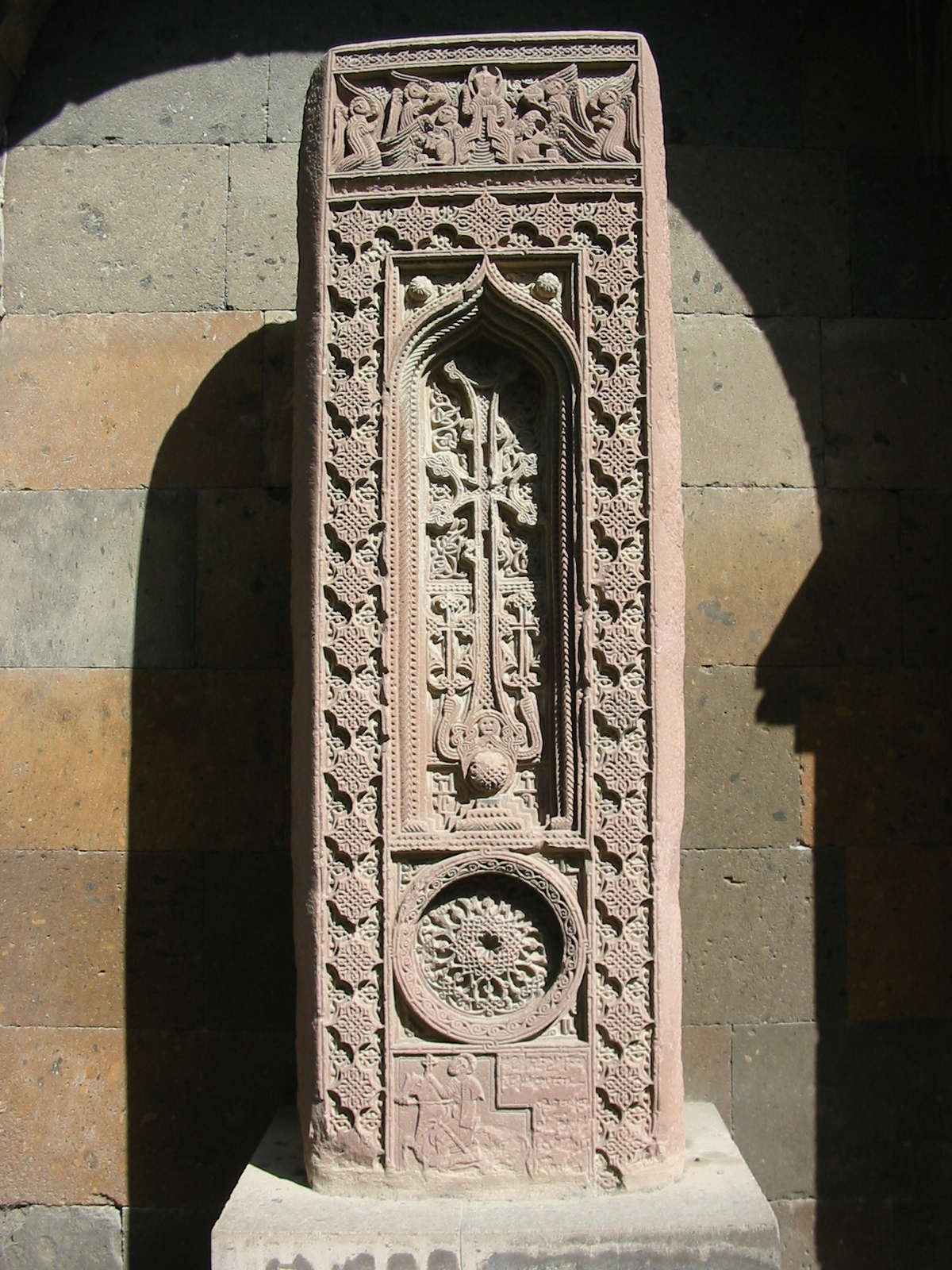
Хачкар 1602 года
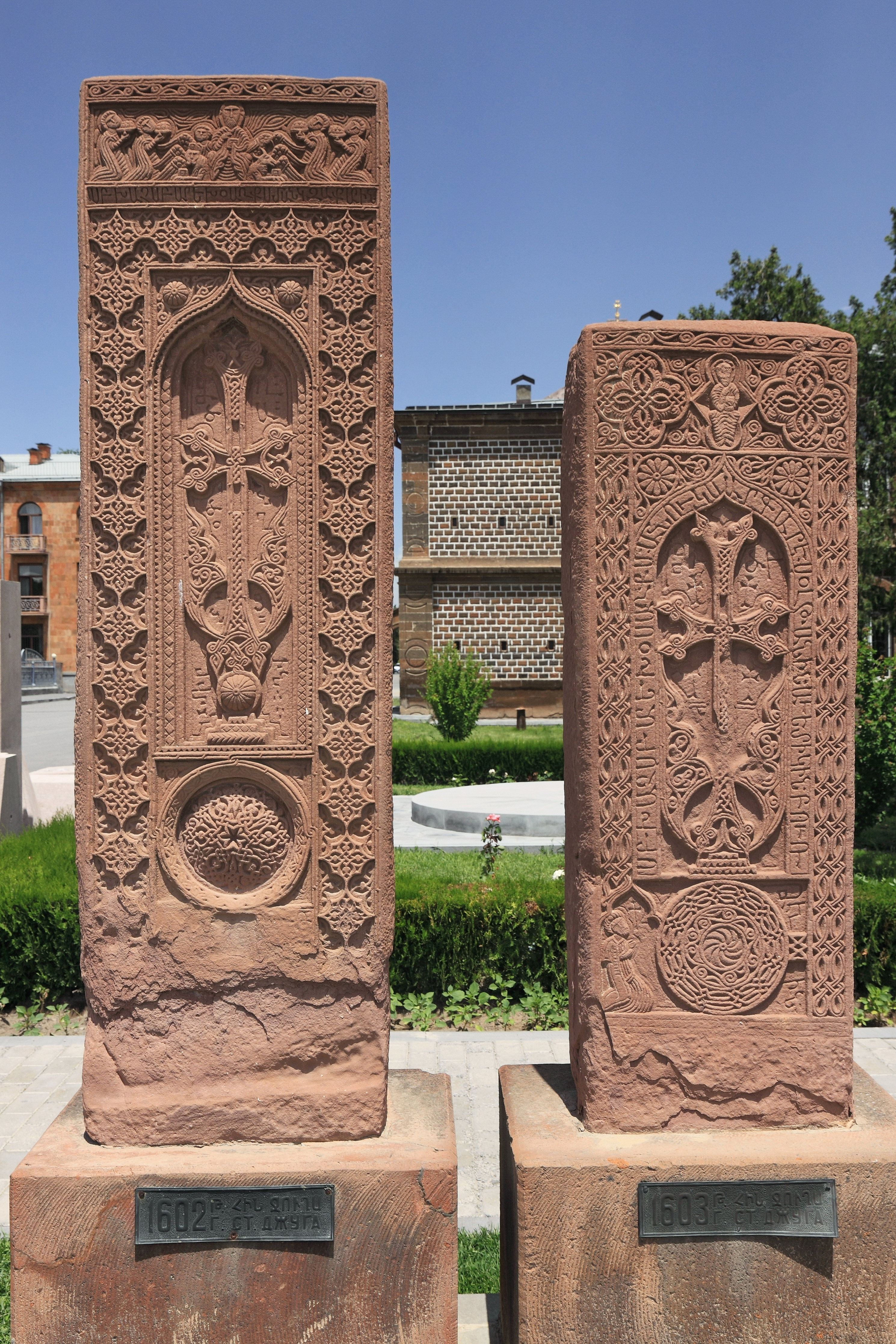
Хачкары 1602 и 1603 годов